# Жуль Падлу
Жуль-Етьєнн Падлу (фр. Jules Étienne Pasdeloup; 15 вересня 1819, Париж — 13 серпня 1887, Фонтенбло) — французький диригент.

## Біографія
Навчався музиці в Паризькій консерваторії. Отримав перший приз за програмою сольфеджіо (1832) і грі на фортепіано (1834).
1851 року заснував «Товариство молодих артистів консерваторії» (Société des jeunes artistes du conservatoire) в Парижі, був диригентом на концертах товариства. Перший концерт відбувся 20 лютого 1853 року. У 1861—1864 роках керував «Народними концертами класичної музики» в Cirque d'Hiver («Зимовий цирк») в Парижі (перший концерт 27 жовтня 1861 року), але ці концерти не мали особливого успіху до 1861 року, коли Падлу в Cirque Napoleon (з 1870 р. Cirque d'hiver) став давати свої «народні концерти» (Concerts populaires), які отримали назву «концерти Падлу» (Concerts Pasdeloup), з низькою вхідною платою, цілком доступною великій публіці. Концерти ці не окупалися, але уряд видавав Падлу 25 000 франків щорічної субсидії. Оркестр виконував композиторів усіх націй, пропагував Вагнера і молоду французьку школу (Сен-Санс, Бізе, Лало). Конкуренція концертів Колона і Ламуре змусила Падлу припинити свої концерти в 1884 році, але вони були ненадовго відновлені в 1886—1887 роках. 
В 1868 у Падлу створив «La Société des oratorios» («Товариство ораторій»). Працював головним диригентом у «Театр-лірик» в Парижі (1868—1870).
1919 року було утворено Оркестр Падлу (з нагоди сторіччя народин диригента), який функціонує донині. 